# Minivet cuallarg
El minivet cuallarg (Pericrocotus ethologus) és una espècie d'ocell de la família dels campefàgids (Campephagidae).

## Hàbitat i distribució
Habita el bosc obert de les muntanyes de l'est de l'Afganistan, nord del Pakistan i nord i est de l'Índia, sud-est del Tibet, centre i sud-oest de la Xina, oest, nord-est i est de Myanmar, nord-oest de Tailàndia i sud del Vietnam.